# Jordi Mboula
Jordi Mboula Queralt  (Granollers, 16 maart 1999) is een Spaans-Congolees voetballer die bij voorkeur als Vleugelspeler speelt. Hij tekende in 2017 bij AS Monaco.

## Clubcarrière
Mboula is afkomstig uit de jeugdacademie van FC Barcelona. Hij speelde drie wedstrijden voor het tweede elftal. Op 21 juli 2017 tekende hij een vijfjarig contract bij AS Monaco. Op 28 april 2018 debuteerde hij in de Ligue 1 tegen Amiens SC. Hij viel na 84 minuten in voor Rony Lopes.